# Cucullia argentea
Cucullia argentea là một loài bướm đêm thuộc họ Noctuidae. Nó được tìm thấy ở miền nam và miền trung châu Âu qua Xibia, Mông Cổ và Manchuria tới Hàn Quốc và Nhật Bản.

Cucullia argentea on a German stamp

Sải cánh dài 28–34 mm. Con trưởng thành bay từ tháng 6 đến tháng 8 tùy theo địa điểm.
Ấu trùng ăn Artemisia campestris.

## Hình ảnh

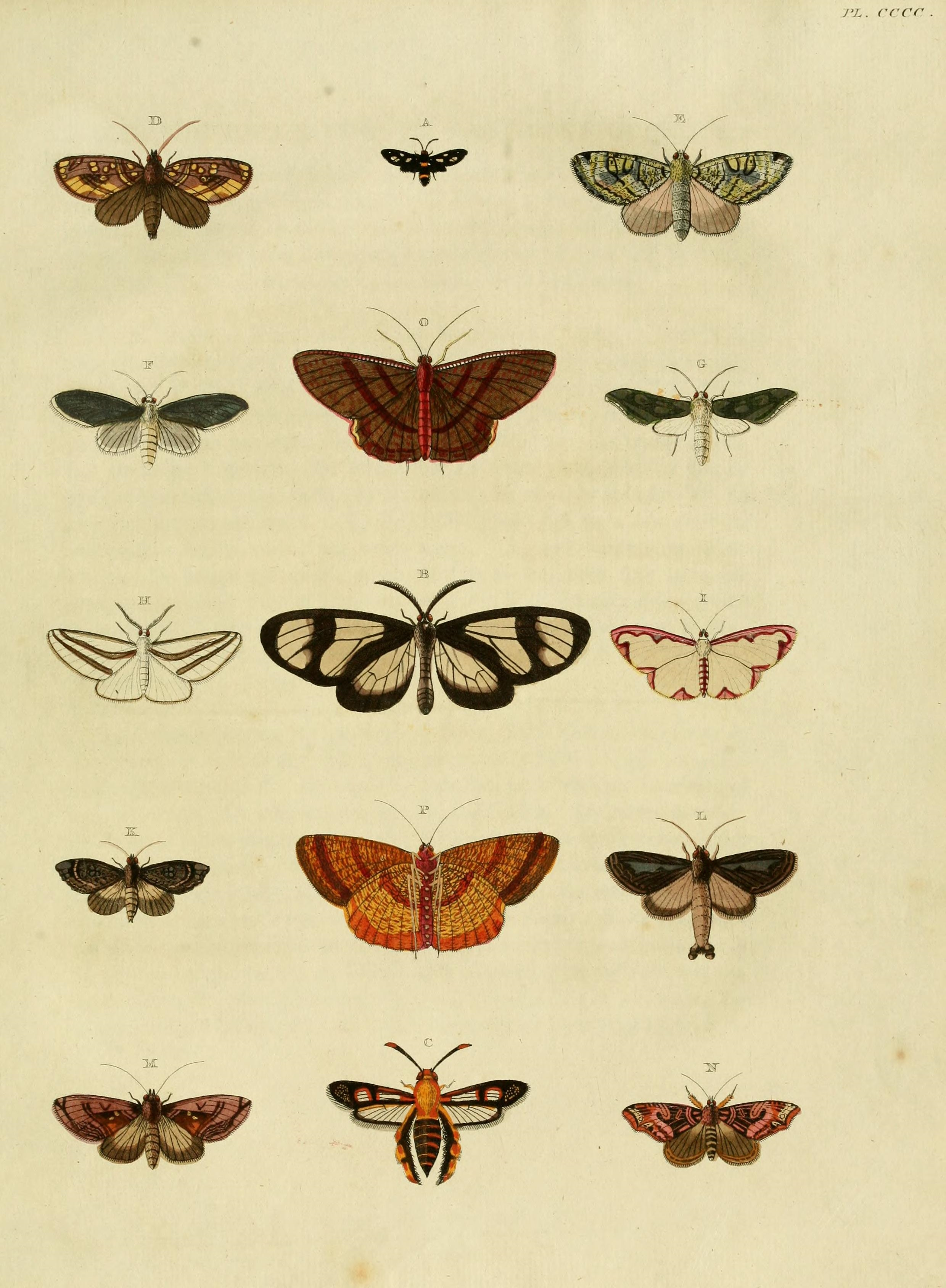